# Eltroplectris longicornu
Eltroplectris longicornu là một loài thực vật có hoa trong họ Lan. Loài này được (Cogn.) Pabst mô tả khoa học đầu tiên năm 1974.